# Maldon (distretto)
Maldon è un distretto dell'Essex, Inghilterra, Regno Unito, con sede nella città omonima.
Il distretto fu creato con il Local Government Act 1972, il 1º aprile 1974 dalla fusione del municipal borough di Maldon col distretto urbano di Burnham-on-Crouch e con il distretto rurale di Maldon.

## Parrocchie civili
- Althorne
- Asheldham
- Bradwell-on-Sea
- Burnham-on-Crouch
- Cold Norton
- Dengie
- Goldhanger
- Great Braxted
- Great Totham
- Hazeleigh
- Heybridge
- Langford
- Latchingdon
- Little Braxted
- Little Totham
- Maldon
- Mayland
- Mundon
- North Fambridge
- Purleigh
- St Lawrence
- Southminster
- Steeple
- Stow Maries
- Tillingham
- Tollesbury
- Tolleshunt D'Arcy
- Tolleshunt Knights
- Tolleshunt Major
- Ulting
- Wickham Bishops
- Woodham Mortimer
- Woodham Walter